# Mușchiul coracobrahial

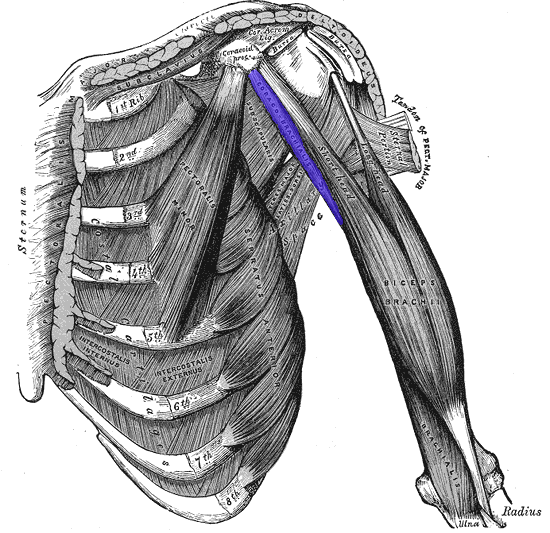
Mușchiul coracobrahial (în albastru)

Mușchiul coracobrahial (în roșu)

Mușchiul coracobrahial (Musculus coracobrachialis) este un mușchi lung așezat pe partea superioară și medială a feței anterioare a brațului, medial față de capul scurt al bicepsului.

## Inserții
Are originea proximal pe procesul coracoid (Processus coracoideus) al scapulei, unde se inseră printr-un tendon comun cu al capului scurt al bicepsului (Caput breve musculi bicipitis brachii), pe vârful procesului coracoid. 
Fasciculele musculare merg în jos și se fixează pe porțiunile mijlocii ale feței antero-mediale a humerusului (Facies anteromedialis humeri) și a marginii mediale a humerusului (Margo medialis humeri), unde se află o impresiune rugoasă (impresiunea coracoidiană) , inferior de creasta tuberculului mic (Crista tuberculi minoris).

## Raporturi
În treimea superioară a brațului are raporturi identice cu cele ale mușchiului biceps (Musculus biceps brachii) și este acoperit de mușchiul deltoid (Musculus deltoideus) și mușchiul pectoral mare (Musculus pectoralis major) și acoperă mușchiul subscapular (Musculus subscapularis), mușchiul dorsal mare (Musculus latissimus dorsi) și mușchiul rotund mare (Musculus teres major).
În treimea mijlocie a brațului este acoperit de mușchiul biceps (Musculus biceps brachii) și acoperă humerusul.
Situat în bună parte în axilă, el are câteva raporturi principale: medial cu mănunchiul vasculo-nervos axilar: artera humerală (Arteria brachialis), nervul median (Nervus medianus), nervul ulnar (Nervus ulnaris) și nervul musculocutanat (Nervus musculocutaneus); lateral vine în raport cu capul scurt al bicepsului (Caput breve musculi bicipitis brachii). Are raporturi strânse cu vasele axilei, constituind un bun reper pentru descoperirea lor. 
Mușchiul coracobrahial este perforat pe fața sa medială de nervul musculocutanat, care vine dinapoi, iar după ce a perforat mușchiul coracobrahial pătrunde între acesta și mușchiul biceps.
Între tendonul de inserție al mușchiului coracobrahial și mușchiul subscapular se găsește o  bursa, numită bursa mușchiului coracobrahial (Bursa musculi coracobrachialis).

## Inervație
Inervația este asigurată de nervul musculocutanat (Nervus musculocutaneus), ramură terminală a trunchiului secundar extern al plexului brahial (neuromerul cervical C5—C6).

## Acțiune
Este flexor al brațului, proiectându-l înainte. Este și un adductor slab al brațului. Luându-și punctul fix pe inserția humerală, coboară umărul și unghiul lateral al omoplatului readucându-l din basculă.